# Процесс национальной реорганизации
Процесс национальной реорганизации (исп. Proceso de Reorganización Nacional), часто сокращённо называемый Процессом (исп. el Proceso) — название, данное действиям военной диктатуры, продолжавшейся в Аргентине с 1976 по 1983 год, её же лидерами. В самой Аргентине этот период часто называют последней военной хунтой (исп. la última junta militar) или последней диктатурой (исп. la última dictadura).

## Грязная война
Под процессом национальной реорганизации подразумевалось «наведение порядка и контроля» в критичной социально-политической обстановке в Аргентине. Насильственные похищения людей по идеологическим причинам и незаконные аресты, часто базировавшиеся на голословных обвинениях, стали обыденным явлением. Военнослужащие совершали рейды на случайно выбранные дома, полиция без причин останавливала машины, избивала их пассажиров и отпускала без каких-либо объяснений, — всё это, и другие подобные меры, входили в программу устрашения населения и снижения возможности его участия в каком-либо протестном движении. Правительственные агенты проникали в университетскую жизнь; в результате студенты, открыто выражавшие свои левые или протестные взгляды, просто «исчезали».
Официальные расследования, проведённые по окончании «Грязной войны» Национальной Комиссией по делу о массовом исчезновении людей, задокументировали 8961 исчезнувшего (жертв насильственных похищений) и другие нарушения прав человека, отметив, что точное число жертв должно быть намного выше. О многих случаях не оставалось никаких свидетельств, к примеру, когда исчезали целые семьи, а военные, в свою очередь, уничтожали какие-либо документы, подтверждающие это, за месяцы до падения режима. Среди «исчезнувших» попадались беременные женщины, которые оставались живыми, пока не рожали в примитивных условиях в секретных тюрьмах. Новорождённые, как правило, незаконно попадали в семьи военных, политиков или аффилированных с ними, матерей же, как правило, убивали.
Секретариат Государственной разведки СИДЕ (Secretaría de Inteligencia del Estado) сотрудничал с Управлением национальной разведки, политической полицией Чили во время режима Пиночета, и другими южноамериканскими секретными службами. США поддерживали кампанию по преследованию и уничтожению левой оппозиции в странах Южной Америки, известную как Операция «Кондор».
Режим в Аргентине взял под свой контроль законодательную власть и подавлял как свободу массовой информации, так и свободу слова, введя жёсткую цензуру. Чемпионат мира по футболу 1978 года, который принимала у себя и выиграла Аргентина, был использован властью в пропагандистских целях, чтобы сплотить население вокруг националистических идей.
Коррупция, падение экономики, рост знаний населения о репрессиях властей и поражение в Фолклендской войне подрывали авторитет режима. Последний де-факто президент Рейнальдо Биньоне был вынужден объявить о проведении выборов из-за отсутствия поддержки своей власти военными и роста общественного недовольства. 30 октября 1983 год состоялись выборы, демократия была формально восстановлена 10 декабря того же года, когда президент Рауль Альфонсин вступил в свою должность.

## Экономическая политика
Видела назначил Хосе Альфредо Мартинеса де Оса на пост министра экономики, который стал проводить политику стабилизации и приватизации государственных компаний, ставшую впоследствии известную как неолиберальный курс. Мартинесу де Осу противостоял генерал Рамон Диас, министр планирования, выступавший за политику корпоративизма с сохранением государственного контроля над ключевыми отраслями производства. Несмотря на отставку Диаса военные офицеры, многие из которых имели виды на управление государственными компаниями, препятствовали усилиям Мартинеса де Оса по приватизации. Между тем военная хунта получала внешние займы для финансирования общественных работ и социального обеспечения. Мартинес де Ос был вынужден в своём курсе опираться на высокие процентные ставки и сдерживание валютного курса для контроля за инфляцией, что больно ударяло по аргентинскому производству и экспорту. Экономическая политика хунты также приводила к снижению уровня жизни населения и росту социального неравенства, к моменту прихода к власти военных 9 % населения жило в бедности (это было меньше чем во Франция или США в то время), в то же время процент безработных в стране снизился до 4,2 %.

## Французская поддержка
В 2003 году французская журналистка Мари-Моник Робин сообщила, что она обнаружила в архивах Министерства иностранных дел Франции документ, являющийся соглашением 1959 года между Парижем и Буэнос-Айресом, утверждающим ‘постоянную французскую военную миссию’, назначенную в Аргентину. Группа была сформирована из воевавших в Алжирской войне и располагалась в помещениях главного штаба аргентинской армии. Было доказано, что правительство Жискара д’Эстена тайно сотрудничало с хунтой Виделы в Аргентине и режимом Аугусто Пиночета в Чили.
Депутаты от зелёных Ноэль Мамер, Мартина Бийяр и Ив Коше вынесли резолюцию в сентябре 2003 году по созданию парламентской комиссии, которая должна была бы оценить «роль Франции в поддержке военных режимов в Латинской Америке с 1973 по 1984 год», возникшей до Комиссии по иностранным делам Национальной ассамблеи под председательством Эдуара Балладюра. За исключением Le Monde остальные газеты молчали об инициативе депутатов. Депутат Ролан Блум, возглавлявший комиссию, отказался заслушать показания Мари-Моник Робин.
В декабре 2003 году его сотрудники опубликовали 12-страничный доклад, в котором отрицалось существование соглашения между военными Франции и Аргентины. Но Робин продемонстрировала копию найденного ей документа, указывающего на существование этого соглашения.
Во время посещения Чили в феврале 2004 года министр иностранных дел Франции Доминик де Вильпен утверждал, что никакого сотрудничества между Францией и военными режимами не существовало.

## Отношение правительств США и Великобритании
Испанский судья Бальтасар Гарсон пытался вызвать бывшего Государственного секретаря США Генри Киссинджера в качестве свидетеля в процессе по исчезновениям людей в Аргентине, но этот вызов был отклонён Государственным департаментом. Противники Киссинджера в Великобритании пытались добиться выдачи ордера на его арест во время одного из его визитов в страну.

## Расследования послеПроцесса
Согласно декрету президента Рауля Альфонсина устанавливалось обязательное судебное преследование лидеров Процесса за деяния, совершённые во время их правления, они были судимы и осуждены в 1985 году. В 1989 году президент Карлос Менем помиловал их в течение первого года пребывания в должности, что вызывало многочисленные споры. Менем аргументировал тем, что прощение будет служить исцелению страны. Аргентинский верховный суд во время правления следующего президента Нестора Киршнера признал эту амнистию неконституционной в 2005 году. В результате этого решения правительство возобновило судебное преследование военных офицеров, замешанных в действиях во время Грязной войны.
Адольфо Силинго, аргентинский морской офицер во время правления хунты, был судим за его роль в организации так называемых «полётов смерти», формой внесудебной расправы над противниками военного режима. Он был осуждён в Испании в 2005 году за преступления против человечества и приговорён к 640 годам заключения. Срок был впоследствии увеличен до 1080 лет.
Кристиан фон Вернич, католический священник и бывший капеллан Полиции провинции Буэнос-Айрес, был арестован в 2003 году и обвинён в пытках политических заключённых, помещённых в незаконных центрах содержания. Он был признан виновным и приговорён 9 октября 2007 года к пожизненному заключению.
В августа 2023 г. в Федеральном окружном суде провинции Корриентес начались судебные слушания по процессу над десятью бывшими военнослужащими, совершившими в период диктатуры преступления против человечности (их жертвами, как выяснилось в ходе следствия, стали более 100 человек)

## Память о «Процессе»
В 2002 году Аргентинский конгресс объявил дату 24 марта Национальным днём памяти правды и закона (исп. Día Nacional de la Memoria por la Verdad y la Justicia) в память о жертвах диктатуры. В 2006 году 30 лет спустя после государственного переворота, ставшего началом Процесса, День памяти был объявлен общенациональным праздником. Годовщина переворота была отмечена массовыми официальными мероприятиями и демонстрациями по всей стране.
Суд над лидерами Процесса показан в художественном фильме «Аргентина, 1985» (2022).

## Президенты Аргентины в период 1976—1983
- Хорхе Рафаэль Видела, 29 марта 1976 — 29 марта 1981
- Роберто Эдуардо Виола, 29 марта — 11 декабря 1981
- Карлос Лакосте, 11 — 22 декабря 1981
- Леопольдо Галтьери, 22 декабря 1981 — 18 июня 1982
- Альфредо Сен-Жан, 18 июня — 1 июля 1982
- Рейнальдо Биньоне, 1 июля 1982 — 10 декабря 1983